# Уровень первого появления
Уровень первого появления (англ. FAD, first appearing datum) — понятие, используемое геологами и палеонтологами для обозначения первого появления вида в геологической летописи. FAD определяются идентификацией геологически древнейшей обнаруженной на сегодняшний день окаменелости конкретного вида. Родственным термином является уровень последнего появления (LAD) — последнее появление вида в геологической летописи.
Уровни первого появления часто используются для обозначения сегментов в геохронологической шкале. Тот или иной FAD может использоваться для определения глобального стратотипа (GSSP). Например, начало тремадокского яруса ордовикского периода знаменуется первым появлением конодонта Iapetognathus fluctivagus в геологической летописи. Это происходит в слое 23 скальной формации, известной как секция Грин-Пойнт, расположенной в западной части Ньюфаундленда, а также в геологически коррелированных пластах во многих частях мира. Однако диахронные FAD могут быть проблематичными для корреляции хроностратиграфических подразделений, особенно на больших расстояниях. Использование других данных, например радиометрических, может оказаться необходимым для установления более надёжных корреляций хроностратиграфических подразделений.